# Protocollo contro il traffico di migranti via terra, mare e aria
Il Protocollo addizionale della Convenzione delle Nazioni Unite contro la Criminalità organizzata transnazionale contro il traffico di migranti via terra, via mare e via aria, che completa la Convenzione delle Nazioni Unite contro la criminalità organizzata transnazionale, è stato adottato dall'Organizzazione delle Nazioni Unite a Palermo nel 2000. È indicato anche come il "protocollo sul contrabbando". Si tratta di uno dei tre Protocolli di Palermo (gli altri due sono il Protocollo delle Nazioni Unite sulla prevenzione, soppressione e persecuzione del traffico di esseri umani, in particolar modo donne e bambini e il Protocollo contro la fabbricazione e il traffico illeciti di armi da fuoco, loro parti e componenti e munizioni). Entrato in vigore il 28 gennaio 2004, nel maggio 2013, il protocollo era stato firmato da 112 Stati e ratificato da 135.
Il protocollo è finalizzato alla tutela dei diritti dei migranti e la riduzione del potere e l'influenza dei gruppi criminali organizzati che abusano dei migranti. Si enfatizza la necessità di fornire ai migranti un trattamento umano, e la necessità di un approccio internazionale globale per la lotta contro il contrabbando di persone, comprese le misure socio-economiche per affrontare le cause della migrazione.